# Malattia IgG4-correlata
La malattia IgG4-correlata (o IgG4-RD) è una malattia infiammatoria cronica caratterizzata da infiltrazione dei tessuti da parte di linfociti e plasmacellule secernenti IgG4, vari gradi di fibrosi d'organo e una risposta agli steroidi orali solitamente celere. In circa il 51–70% dei pazienti affetti, le concentrazioni sieriche di IgG4 sono elevate durante la fase acuta di malattia.
Il decorso della malattia è segnato dall'alternarsi di ricadute e remissioni e si caratterizza per la tendenza a formare masse pseudotumorali e lesioni distruttive in molteplici sedi, che istopatologicamente si presentano in modo caratteristico secondo la sede coinvolta. L'infiammazione e la deposizione di tessuto connettivo nelle sedi coinvolte può portare a disfunzioni o persino insufficienza d'organo, se la malattia non viene trattata.
La diagnosi precoce è importante per prevenire il danno d'organo e le complicanze più gravi.
Il trattamento è indicato in tutti i casi sintomatici di IgG4-RD che coinvolgono alcune definite sedi anatomiche.